# Tournoi de tennis de Nottingham
Le tournoi de Nottingham (Angleterre) est un tournoi de tennis professionnel masculin du circuit ATP et féminin du circuit WTA organisé sur gazon. Le tournoi se déroule habituellement au mois de juin et fait partie des tournois de préparation à Wimbledon.
Plusieurs éditions masculines ont eu lieu dans les années 1970 (de 1973 à 1977). Après plusieurs années de disparition, il réapparaît en 1995 en remplacement du tournoi de Manchester et se poursuit jusqu'en 2008. L'année suivante, il est remplacé par le tournoi d'Eastbourne.
Une épreuve féminine a eu lieu de 1971 à 1973.
En 2011, un tournoi présentant conjointement des tableaux masculins et féminins est à nouveau organisé au Nottingham Tennis Center. Faisant d'abord partie des circuits secondaires Challenger et ITF, le tournoi réintègre les circuits principaux de l'ATP World Tour et de la WTA lors de la saison 2015.
En 2017, le tournoi masculin disparaît de nouveau du calendrier ATP, où l'épreuve déménage à Eastbourne. À ce moment-là, l'épreuve masculine fait son retour sur le circuit Challenger.
En 2021, après l'annulation de l'édition précédente pour cause de pandémie de Covid-19, 2 tournois sont organisés consécutivement. Le second, Nottingham Trophy, est organisé pour pallier la défection du tournoi d'Ilkley.

## Palmarès dames

### Simple
| No    | Date       | Nom et lieu du tournoi                  | Catégorie                              | Dotation                               | Surface                                | Vainqueure                             | Finaliste                              | Score                                  |                                        |
| ----- | ---------- | --------------------------------------- | -------------------------------------- | -------------------------------------- | -------------------------------------- | -------------------------------------- | -------------------------------------- | -------------------------------------- | -------------------------------------- |
| 1     | 07-06-1971 | John Player Tournament, Nottingham      |                                        | NC                                     | Gazon (ext.)                           | Julie Heldman                          | Barbara Hawcroft                       | 6-4, 7-9, 6-3                          |                                        |
| 2     | 05-06-1972 | John Player Tournament, Nottingham      |                                        | NC                                     | Gazon (ext.)                           | Jill Cooper                            | Pam Teeguarden                         | 2-6, 6-1, 6-4                          | Tableau                                |
| 3     | 05-06-1972 | John Player RR Tournament, Nottingham   |                                        | 6 500 $                                | Gazon (ext.)                           | Billie Jean King                       | NC                                     | NC                                     | Tableau                                |
| 4     | 11-06-1973 | John Player Nottingham Open, Nottingham |                                        | NC                                     | Gazon (ext.)                           | Billie Jean King                       | Virginia Wade                          | 8-6, 6-4                               | Tableau                                |
|       | 1974-2010  | Pas de tournoi                          | Pas de tournoi                         | Pas de tournoi                         | Pas de tournoi                         | Pas de tournoi                         | Pas de tournoi                         | Pas de tournoi                         | Pas de tournoi                         |
| (I)   | 06-06-2011 | Aegon Nottingham Challenge, Nottingham  | ITF                                    | 100 000 $                              | Gazon (ext.)                           | Elena Baltacha                         | Petra Cetkovská                        | 7-5, 6-3                               |                                        |
| (II)  | 11-06-2012 | Aegon Nottingham Challenge, Nottingham  | ITF                                    | 50 000 $                               | Gazon (ext.)                           | Ashleigh Barty                         | Tatjana Malek                          | 6-1, 6-1                               |                                        |
| (III) | 10-06-2013 | Aegon Nottingham Challenge, Nottingham  | ITF                                    | 50 000 $                               | Gazon (ext.)                           | Elena Baltacha                         | Tadeja Majerič                         | 7-5, 7-67                              |                                        |
| (IV)  | 09-06-2014 | Aegon Nottingham Challenge, Nottingham  | ITF                                    | 50 000 $                               | Gazon (ext.)                           | Jarmila Gajdošová                      | Timea Bacsinszky                       | 6-2, 6-2                               |                                        |
| 5     | 08-06-2015 | Aegon Open Nottingham, Nottingham       | Intern'l                               | 226 750 $                              | Gazon (ext.)                           | Ana Konjuh                             | Monica Niculescu                       | 1-6, 6-4, 6-2                          | Tableau                                |
| 6     | 06-06-2016 | Aegon Open Nottingham, Nottingham       | Intern'l                               | 226 750 $                              | Gazon (ext.)                           | Karolína Plíšková                      | Alison Riske                           | 7-68, 7-5                              | Tableau                                |
| 7     | 12-06-2017 | Aegon Open Nottingham, Nottingham       | Intern'l                               | 226 750 $                              | Gazon (ext.)                           | Donna Vekić                            | Johanna Konta                          | 2-6, 7-63, 7-5                         | Tableau                                |
| 8     | 11-06-2018 | Nature Valley Open, Nottingham          | Intern'l                               | 226 750 $                              | Gazon (ext.)                           | Ashleigh Barty                         | Johanna Konta                          | 6-3, 3-6, 6-4                          | Tableau                                |
| 9     | 10-06-2019 | Nature Valley Open, Nottingham          | Intern'l                               | 226 750 $                              | Gazon (ext.)                           | Caroline Garcia                        | Donna Vekić                            | 2-6, 7-64, 7-64                        | Tableau                                |
|       | 2020       | Édition annulée (pandémie de Covid-19)  | Édition annulée (pandémie de Covid-19) | Édition annulée (pandémie de Covid-19) | Édition annulée (pandémie de Covid-19) | Édition annulée (pandémie de Covid-19) | Édition annulée (pandémie de Covid-19) | Édition annulée (pandémie de Covid-19) | Édition annulée (pandémie de Covid-19) |
| 10    | 07-06-2021 | Viking Open, Nottingham                 | WTA 250                                | 235 238 $                              | Gazon (ext.)                           | Johanna Konta                          | Zhang Shuai                            | 6-2, 6-1                               | Tableau                                |
| (V)   | 13-06-2021 | Nottingham Trophy, Nottingham           | ITF                                    | 100 000 $                              | Gazon (ext.)                           | Alison Van Uytvanck                    | Arina Rodionova                        | 6-0, 6-4                               |                                        |
| 11    | 06-06-2022 | Viking Open Nottingham, Nottingham      | WTA 250                                | 251 750 $                              | Gazon (ext.)                           | Beatriz Haddad Maia                    | Alison Riske                           | 6-4, 1-6, 6-3                          | Tableau                                |
| 12    | 12-06-2023 | Rothesay Open Nottingham, Nottingham    | WTA 250                                | 259 303 $                              | Gazon (ext.)                           | Katie Boulter                          | Jodie Burrage                          | 6-3, 6-3                               | Tableau                                |
| 13    | 10-06-2024 | Rothesay Open Nottingham, Nottingham    | WTA 250                                | 267 082 $                              | Gazon (ext.)                           | Katie Boulter                          | Karolína Plíšková                      | 4-6, 6-3, 6-2                          | Tableau                                |
| 14    | 16-06-2025 | Lexus Nottingham Open, Nottingham       | WTA 250                                | 275 094 $                              | Gazon (ext.)                           | McCartney Kessler                      | Dayana Yastremska                      | 6-4, 7-5                               | Tableau                                |

### Double
| No    | Date       | Nom et lieu du tournoi                 | Catégorie                              | Dotation                               | Surface                                | Vainqueures                            | Finalistes                             | Score                                  |                                        |
| ----- | ---------- | -------------------------------------- | -------------------------------------- | -------------------------------------- | -------------------------------------- | -------------------------------------- | -------------------------------------- | -------------------------------------- | -------------------------------------- |
| 1     | 07-06-1971 | John Player Tournament Nottingham      |                                        | NC                                     | Gazon (ext.)                           | Françoise Dürr Julie Heldman           | Ana María Arias Raquel Giscafré        | 6-0, 6-3                               |                                        |
| 2     | 11-06-1973 | John Player Nottingham Open Nottingham |                                        | NC                                     | Gazon (ext.)                           | Rosie Casals Billie Jean King          | Chris Evert Betty Stöve                | 6-2, 9-7                               | Tableau                                |
|       | 1974-2010  | Pas de tournoi                         | Pas de tournoi                         | Pas de tournoi                         | Pas de tournoi                         | Pas de tournoi                         | Pas de tournoi                         | Pas de tournoi                         | Pas de tournoi                         |
| (I)   | 06-06-2011 | Aegon Nottingham Challenge Nottingham  | ITF                                    | 100 000 $                              | Gazon (ext.)                           | Eva Birnerová Petra Cetkovská          | Regina Kulikova Evgeniya Rodina        | 6-3, 6-2                               |                                        |
| (II)  | 11-06-2012 | Aegon Nottingham Challenge Nottingham  | ITF                                    | 50 000 $                               | Gazon (ext.)                           | Ashleigh Barty Sally Peers             | Réka Luca Jani Maria João Koehler      | 7-62, 3-6, [10-5]                      |                                        |
| (III) | 10-06-2013 | Aegon Nottingham Challenge Nottingham  | ITF                                    | 50 000 $                               | Gazon (ext.)                           | Julie Coin Stéphanie Foretz            | Julia Glushko Erika Sema               | 6-2, 6-4                               |                                        |
| (IV)  | 09-06-2014 | Aegon Nottingham Challenge Nottingham  | ITF                                    | 50 000 $                               | Gazon (ext.)                           | Jarmila Gajdošová Arina Rodionova      | Verónica Cepede Royg Stephanie Vogt    | 7-60, 6-1                              |                                        |
| 5     | 08-06-2015 | Aegon Open Nottingham Nottingham       | Intern'l                               | 226 750 $                              | Gazon (ext.)                           | Raquel Kops-Jones Abigail Spears       | Jocelyn Rae Anna Smith                 | 3-6, 6-3, [11-9]                       | Tableau                                |
| 6     | 06-06-2016 | Aegon Open Nottingham Nottingham       | Intern'l                               | 226 750 $                              | Gazon (ext.)                           | Andrea Hlaváčková Peng Shuai           | Gabriela Dabrowski Yang Zhaoxuan       | 7-5, 3-6, [10-7]                       | Tableau                                |
| 7     | 12-06-2017 | Aegon Open Nottingham Nottingham       | Intern'l                               | 226 750 $                              | Gazon (ext.)                           | Monique Adamczak Storm Sanders         | Jocelyn Rae Laura Robson               | 6-4, 4-6, [10-4]                       | Tableau                                |
| 8     | 11-06-2018 | Nature Valley Open Nottingham          | Intern'l                               | 226 750 $                              | Gazon (ext.)                           | Abigail Spears Alicja Rosolska         | Mihaela Buzărnescu Heather Watson      | 6-3, 7-65                              | Tableau                                |
| 9     | 10-06-2019 | Nature Valley Open Nottingham          | Intern'l                               | 226 750 $                              | Gazon (ext.)                           | Desirae Krawczyk Giuliana Olmos        | Ellen Perez Arina Rodionova            | 7-65, 7-5                              | Tableau                                |
|       | 2020       | Édition annulée (pandémie de Covid-19) | Édition annulée (pandémie de Covid-19) | Édition annulée (pandémie de Covid-19) | Édition annulée (pandémie de Covid-19) | Édition annulée (pandémie de Covid-19) | Édition annulée (pandémie de Covid-19) | Édition annulée (pandémie de Covid-19) | Édition annulée (pandémie de Covid-19) |
| 10    | 07-06-2021 | Viking Open Nottingham                 | WTA 250                                | 235 238 $                              | Gazon (ext.)                           | Lyudmyla Kichenok Makoto Ninomiya      | Caroline Dolehide Storm Sanders        | 6-4, 63-7, [10-8]                      | Tableau                                |
| (V)   | 13-06-2021 | Nottingham Trophy Nottingham           | ITF                                    | 100 000 $                              | Gazon (ext.)                           | Monica Niculescu Elena-Gabriela Ruse   | Priscilla Hon Storm Sanders            | 7-5, 7-5                               |                                        |
| 11    | 06-06-2022 | Viking Open Nottingham Nottingham      | WTA 250                                | 251 750 $                              | Gazon (ext.)                           | Beatriz Haddad Maia Zhang Shuai        | Caroline Dolehide Monica Niculescu     | 7-62, 6-3                              | Tableau                                |
| 12    | 12-06-2023 | Rothesay Open Nottingham Nottingham    | WTA 250                                | 259 303 $                              | Gazon (ext.)                           | Ulrikke Eikeri Ingrid Neel             | Harriet Dart Heather Watson            | 7-66, 5-7, [10-8]                      | Tableau                                |
| 13    | 10-06-2024 | Rothesay Open Nottingham Nottingham    | WTA 250                                | 267 082 $                              | Gazon (ext.)                           | Gabriela Dabrowski Erin Routliffe      | Harriet Dart Diane Parry               | 5-7, 6-3, [11-9]                       | Tableau                                |
| 14    | 16-06-2025 | Lexus Nottingham Open Nottingham       | WTA 250                                | 275 094 $                              | Gazon (ext.)                           | Beatriz Haddad Maia Laura Siegemund    | Anna Danilina Ena Shibahara            | 6-3, 6-2                               | Tableau                                |

## Palmarès messieurs

### Simple
| No     | Date       | Nom et lieu du tournoi                              | Catégorie                              | Dotation                               | Surface                                | Vainqueur                              | Finaliste                              | Score                                  |                                        |
| ------ | ---------- | --------------------------------------------------- | -------------------------------------- | -------------------------------------- | -------------------------------------- | -------------------------------------- | -------------------------------------- | -------------------------------------- | -------------------------------------- |
| 1      | 1970       | , Nottingham                                        |                                        | NC $                                   | Gazon (ext.)                           | Stan Smith                             | Chauncey Steele III                    | 6-3, 6-4                               |                                        |
| 2      | 11-06-1973 | , Nottingham                                        |                                        | 50 000 $                               | Gazon (ext.)                           | Erik van Dillen                        | Frew McMillan                          | 3-6, 6-1, 6-1                          |                                        |
| 3      | 17-06-1974 | , Nottingham                                        |                                        | 100 000 $                              | Gazon (ext.)                           | Stan Smith                             | Alex Metreveli                         | 6-3, 1-6, 6-3                          |                                        |
| 4      | 16-06-1975 | , Nottingham                                        |                                        | 100 000 $                              | Gazon (ext.)                           | Tom Okker                              | Tony Roche                             | 6-1, 3-6, 6-3                          |                                        |
| 5      | 14-06-1976 | , Nottingham                                        |                                        | 100 000 $                              | Gazon (ext.)                           | Jimmy Connors                          | Ilie Năstase                           | 6-2, 4-6, 1-1, n.f.                    |                                        |
| 6      | 06-06-1977 | , Nottingham                                        |                                        | 100 000 $                              | Gazon (ext.)                           | Tim Gullikson                          | Jaime Fillol                           | Finale non jouée                       |                                        |
|        | 1978-1994  | Pas de tournoi                                      | Pas de tournoi                         | Pas de tournoi                         | Pas de tournoi                         | Pas de tournoi                         | Pas de tournoi                         | Pas de tournoi                         | Pas de tournoi                         |
| 7      | 19-06-1995 | , Nottingham                                        | World Series                           | 303 000 $                              | Gazon (ext.)                           | Javier Frana                           | Todd Woodbridge                        | 7-64, 6-3                              |                                        |
| 8      | 17-06-1996 | , Nottingham                                        | World Series                           | 303 000 $                              | Gazon (ext.)                           | Jan Siemerink                          | Sandon Stolle                          | 6-3, 7-60                              |                                        |
| 9      | 16-06-1997 | The Nottingham Open, Nottingham                     | World Series                           | 303 000 $                              | Gazon (ext.)                           | Greg Rusedski                          | Karol Kučera                           | 6-4, 7-5                               |                                        |
| 10     | 15-06-1998 | The Nottingham Open, Nottingham                     | Int' Series                            | 315 000 $                              | Gazon (ext.)                           | Jonas Björkman                         | Byron Black                            | 6-3, 6-2                               |                                        |
| 11     | 14-06-1999 | The Nottingham Open, Nottingham                     | Int' Series                            | 325 000 $                              | Gazon (ext.)                           | Cédric Pioline                         | Kevin Ullyett                          | 7-64, 7-67                             | Tableau                                |
| 12     | 19-06-2000 | The Nottingham Open, Nottingham                     | Int' Series                            | 350 000 $                              | Gazon (ext.)                           | Sébastien Grosjean                     | Byron Black                            | 7-67, 6-3                              | Tableau                                |
| 13     | 18-06-2001 | The Samsung Open, Nottingham                        | Int' Series                            | 375 000 $                              | Gazon (ext.)                           | Thomas Johansson                       | Harel Levy                             | 7-5, 6-3                               | Tableau                                |
| 14     | 17-06-2002 | The Samsung Open, Nottingham                        | Int' Series                            | 356 000 $                              | Gazon (ext.)                           | Jonas Björkman                         | Wayne Arthurs                          | 6-2, 65-7, 6-2                         | Tableau                                |
| 15     | 16-06-2003 | The Samsung Open, Nottingham                        | Int' Series                            | 355 000 $                              | Gazon (ext.)                           | Greg Rusedski                          | Mardy Fish                             | 6-3, 6-2                               | Tableau                                |
| 16     | 14-06-2004 | Nottingham Open by The Sunday Telegraph, Nottingham | Int' Series                            | 355 000 $                              | Gazon (ext.)                           | Paradorn Srichaphan                    | Thomas Johansson                       | 1-6, 7-64, 6-3                         | Tableau                                |
| 17     | 13-06-2005 | The 10tele.com Open, Nottingham                     | Int' Series                            | 355 000 $                              | Gazon (ext.)                           | Richard Gasquet                        | Max Mirnyi                             | 6-2, 6-3                               | Tableau                                |
| 18     | 19-06-2006 | red letter DAYS Open, Nottingham                    | Int' Series                            | 355 000 $                              | Gazon (ext.)                           | Richard Gasquet                        | Jonas Björkman                         | 6-4, 6-3                               | Tableau                                |
| 19     | 18-06-2007 | The Nottingham Open, Nottingham                     | Int' Series                            | 391 000 $                              | Gazon (ext.)                           | Ivo Karlović                           | Arnaud Clément                         | 3-6, 6-4, 6-4                          | Tableau                                |
| 20     | 16-06-2008 | The Slazenger Open, Nottingham                      | Int' Series                            | 349 000 €                              | Gazon (ext.)                           | Ivo Karlović                           | Fernando Verdasco                      | 7-5, 64-7, 7-68                        | Tableau                                |
|        | 2009-2010  | Pas de tournoi                                      | Pas de tournoi                         | Pas de tournoi                         | Pas de tournoi                         | Pas de tournoi                         | Pas de tournoi                         | Pas de tournoi                         | Pas de tournoi                         |
| (I)    | 06-06-2011 | Aegon Nottingham Challenge, Nottingham              | Challenger                             | 64 000 €                               | Gazon (ext.)                           | Dudi Sela                              | Jérémy Chardy                          | 6-4, 3-6, 7-5                          |                                        |
| (II)   | 11-06-2012 | Aegon Nottingham Challenge, Nottingham              | Challenger                             | 64 000 €                               | Gazon (ext.)                           | Grega Žemlja                           | Karol Beck                             | 7-63, 4-6, 6-4                         |                                        |
| (III)  | 10-06-2013 | Aegon Nottingham Challenge, Nottingham              | Challenger                             | 64 000 €                               | Gazon (ext.)                           | Steve Johnson                          | Ruben Bemelmans                        | 7-5, 7-5                               |                                        |
| (IV)   | 09-06-2014 | Aegon Nottingham Challenge, Nottingham              | Challenger                             | 64 000 €                               | Gazon (ext.)                           | Nick Kyrgios                           | Sam Groth                              | 7-63, 7-67                             |                                        |
| 21     | 21-06-2015 | Aegon Open Nottingham, Nottingham                   | ATP 250                                | 589 160 €                              | Gazon (ext.)                           | Denis Istomin                          | Sam Querrey                            | 7-61, 7-66                             | Tableau                                |
| 22     | 19-06-2016 | Aegon Open Nottingham, Nottingham                   | ATP 250                                | 648 255 €                              | Gazon (ext.)                           | Steve Johnson                          | Pablo Cuevas                           | 7-65, 7-5                              | Tableau                                |
| (V)    | 12-06-2017 | Aegon Open Nottingham, Nottingham                   | Challenger                             | 127 000 € +H                           | Gazon (ext.)                           | Dudi Sela                              | Thomas Fabbiano                        | 4-6, 6-4, 6-3                          |                                        |
| (VI)   | 11-06-2018 | Nature Valley Open Nottingham, Nottingham           | Challenger                             | 127 000 € +H                           | Gazon (ext.)                           | Alex De Minaur                         | Daniel Evans                           | 7-64, 7-5                              |                                        |
| (VII)  | 10-06-2019 | Nature Valley Open Nottingham, Nottingham           | Challenger                             | 137 560 €                              | Gazon (ext.)                           | Daniel Evans                           | Evgeny Donskoy                         | 7-63, 6-3                              |                                        |
|        | 2020       | Édition annulée (pandémie de Covid-19)              | Édition annulée (pandémie de Covid-19) | Édition annulée (pandémie de Covid-19) | Édition annulée (pandémie de Covid-19) | Édition annulée (pandémie de Covid-19) | Édition annulée (pandémie de Covid-19) | Édition annulée (pandémie de Covid-19) | Édition annulée (pandémie de Covid-19) |
| (VIII) | 07-06-2021 | Viking Open Nottingham, Nottingham                  | Challenger                             | 132 280 €                              | Gazon (ext.)                           | Frances Tiafoe                         | Denis Kudla                            | 6-1, 6-3                               |                                        |
| (IX)   | 14-06-2021 | Nottingham Trophy, Nottingham                       | Challenger                             | 132 280 €                              | Gazon (ext.)                           | Alex Bolt                              | Kamil Majchrzak                        | 4-6, 6-4, 6-3                          |                                        |
| (X)    | 06-06-2022 | Rothesay Open, Nottingham                           | Challenger                             | 134 920 €                              | Gazon (ext.)                           | Daniel Evans                           | Jordan Thompson                        | 6-4, 6-4                               |                                        |
| (XI)   | 12-06-2023 | Rothesay Open, Nottingham                           | Challenger                             | 145 000 €                              | Gazon (ext.)                           | Andy Murray                            | Arthur Cazaux                          | 6-4, 6-4                               |                                        |
| (XII)  | 10-06-2024 | Rothesay Open, Nottingham                           | Challenger                             | 148 625 €                              | Gazon (ext.)                           | Jacob Fearnley                         | Charles Broom                          | 4-6, 6-4, 6-3                          |                                        |

### Double
| No     | Date       | Nom et lieu du tournoi                              | Catégorie                              | Dotation                               | Surface                                | Vainqueurs                             | Finalistes                             | Score                                  |                                        |
| ------ | ---------- | --------------------------------------------------- | -------------------------------------- | -------------------------------------- | -------------------------------------- | -------------------------------------- | -------------------------------------- | -------------------------------------- | -------------------------------------- |
| 1      | 11-06-1973 | , Nottingham                                        |                                        | NC $                                   | Gazon (ext.)                           | Tom Gorman Erik van Dillen             | Robert Carmichael Frew McMillan        | 6-4, 6-1                               |                                        |
| 2      | 17-06-1974 | , Nottingham                                        |                                        | NC $                                   | Gazon (ext.)                           | Charlie Pasarell Erik van Dillen       | Robert Lutz Stan Smith                 | 9-7, 6-3                               |                                        |
| 3      | 16-06-1975 | , Nottingham                                        |                                        | NC $                                   | Gazon (ext.)                           | Charlie Pasarell Roscoe Tanner         | Tom Okker Marty Riessen                | 6-2, 6-3                               |                                        |
| 4      | 14-06-1976 | , Nottingham                                        |                                        | 100 000 $                              | Gazon (ext.)                           |                                        |                                        | Tournoi non terminé                    |                                        |
| 5      | 06-06-1977 | , Nottingham                                        |                                        | 100 000 $                              | Gazon (ext.)                           |                                        |                                        | NC                                     |                                        |
|        | 1978-1994  | Pas de tournoi                                      | Pas de tournoi                         | Pas de tournoi                         | Pas de tournoi                         | Pas de tournoi                         | Pas de tournoi                         | Pas de tournoi                         | Pas de tournoi                         |
| 6      | 19-06-1995 | , Nottingham                                        | World Series                           | 303 000 $                              | Gazon (ext.)                           | Luke Jensen Murphy Jensen              | Patrick Galbraith Danie Visser         | 6-3, 5-7, 6-4                          |                                        |
| 7      | 17-06-1996 | , Nottingham                                        | World Series                           | 303 000 $                              | Gazon (ext.)                           | Mark Petchey Danny Sapsford            | Neil Broad Piet Norval                 | 6-7, 7-6, 6-4                          |                                        |
| 8      | 16-06-1997 | The Nottingham Open, Nottingham                     | World Series                           | 303 000 $                              | Gazon (ext.)                           | Ellis Ferreira Patrick Galbraith       | Danny Sapsford Chris Wilkinson         | 4-6, 7-6, 7-6                          |                                        |
| 9      | 15-06-1998 | The Nottingham Open, Nottingham                     | Int' Series                            | 315 000 $                              | Gazon (ext.)                           | Justin Gimelstob Byron Talbot          | Sébastien Lareau Daniel Nestor         | 7-5, 6-7, 6-4                          |                                        |
| 10     | 14-06-1999 | The Nottingham Open, Nottingham                     | Int' Series                            | 325 000 $                              | Gazon (ext.)                           | Patrick Galbraith Justin Gimelstob     | Marius Barnard Brent Haygarth          | 5-7, 7-5, 6-3                          | Tableau                                |
| 11     | 19-06-2000 | The Nottingham Open, Nottingham                     | Int' Series                            | 350 000 $                              | Gazon (ext.)                           | Donald Johnson Piet Norval             | Ellis Ferreira Rick Leach              | 1-6, 6-4, 6-3                          | Tableau                                |
| 12     | 18-06-2001 | The Samsung Open, Nottingham                        | Int' Series                            | 375 000 $                              | Gazon (ext.)                           | Donald Johnson Jared Palmer            | Paul Hanley Andrew Kratzmann           | 6-4, 6-2                               | Tableau                                |
| 13     | 17-06-2002 | The Samsung Open, Nottingham                        | Int' Series                            | 356 000 $                              | Gazon (ext.)                           | Mike Bryan Mark Knowles                | Donald Johnson Jared Palmer            | 0-6, 7-63, 6-4                         | Tableau                                |
| 14     | 16-06-2003 | The Samsung Open, Nottingham                        | Int' Series                            | 355 000 $                              | Gazon (ext.)                           | Bob Bryan Mike Bryan                   | Joshua Eagle Jared Palmer              | 7-63, 4-6, 7-64                        | Tableau                                |
| 15     | 14-06-2004 | Nottingham Open by The Sunday Telegraph, Nottingham | Int' Series                            | 355 000 $                              | Gazon (ext.)                           | Paul Hanley Todd Woodbridge            | Rick Leach Brian MacPhie               | 6-4, 6-3                               | Tableau                                |
| 16     | 13-06-2005 | The 10tele.com Open, Nottingham                     | Int' Series                            | 355 000 $                              | Gazon (ext.)                           | Jonathan Erlich Andy Ram               | Simon Aspelin Todd Perry               | 4-6, 6-3, 7-5                          | Tableau                                |
| 17     | 19-06-2006 | red letter DAYS Open, Nottingham                    | Int' Series                            | 355 000 $                              | Gazon (ext.)                           | Jonathan Erlich Andy Ram               | Igor Kunitsyn Dmitri Toursounov        | 6-3, 6-2                               | Tableau                                |
| 18     | 18-06-2007 | The Nottingham Open, Nottingham                     | Int' Series                            | 391 000 $                              | Gazon (ext.)                           | Eric Butorac Jamie Murray              | Josh Goodall Ross Hutchins             | 4-6, 6-3, [10-5]                       | Tableau                                |
| 19     | 16-06-2008 | The Slazenger Open, Nottingham                      | Int' Series                            | 349 000 €                              | Gazon (ext.)                           | Bruno Soares Kevin Ullyett             | Jeff Coetzee Jamie Murray              | 6-2, 7-65                              | Tableau                                |
|        | 2009-2010  | Pas de tournoi                                      | Pas de tournoi                         | Pas de tournoi                         | Pas de tournoi                         | Pas de tournoi                         | Pas de tournoi                         | Pas de tournoi                         | Pas de tournoi                         |
| (I)    | 06-06-2011 | Aegon Nottingham Challenge, Nottingham              | Challenger                             | 64 000 €                               | Gazon (ext.)                           | Rik De Voest Adil Shamasdin            | Treat Conrad Huey Izak van der Merwe   | 6-3, 7-69                              |                                        |
| (II)   | 11-06-2012 | Aegon Nottingham Challenge, Nottingham              | Challenger                             | 64 000 €                               | Gazon (ext.)                           | Olivier Charroin Martin Fischer        | Evgeny Donskoy Andrey Kuznetsov        | 6-4, 7-66                              |                                        |
| (III)  | 10-06-2013 | Aegon Nottingham Challenge, Nottingham              | Challenger                             | 64 000 €                               | Gazon (ext.)                           | Sanchai Ratiwatana Sonchat Ratiwatana  | Purav Raja Divij Sharan                | 7-65, 63-7, [10-8]                     |                                        |
| (IV)   | 09-06-2014 | Aegon Nottingham Challenge, Nottingham              | Challenger                             | 64 000 €                               | Gazon (ext.)                           | Rameez Junaid Michael Venus            | Ruben Bemelmans Go Soeda               | 4-6, 7-61, [10-6]                      |                                        |
| 20     | 21-06-2015 | Aegon Open Nottingham, Nottingham                   | ATP 250                                | 589 160 €                              | Gazon (ext.)                           | Chris Guccione André Sá                | Pablo Cuevas David Marrero             | 6-2, 7-5                               | Tableau                                |
| 21     | 19-06-2016 | Aegon Open Nottingham, Nottingham                   | ATP 250                                | 648 255 €                              | Gazon (ext.)                           | Dominic Inglot Daniel Nestor           | Ivan Dodig Marcelo Melo                | 7-5, 7-64                              | Tableau                                |
| (V)    | 12-06-2017 | Aegon Open Nottingham, Nottingham                   | Challenger                             | 127 000 € +H                           | Gazon (ext.)                           | Ken Skupski Neal Skupski               | Matt Reid John-Patrick Smith           | 7-61, 2-6, [10-7]                      |                                        |
| (VI)   | 11-06-2018 | Nature Valley Open Nottingham, Nottingham           | Challenger                             | 127 000 € +H                           | Gazon (ext.)                           | Frederik Nielsen Joe Salisbury         | Austin Krajicek Jeevan Nedunchezhiyan  | 7-65, 6-1                              |                                        |
| (VII)  | 10-06-2019 | Nature Valley Open Nottingham, Nottingham           | Challenger                             | 137 560 €                              | Gazon (ext.)                           | Santiago González Aisam-Ul-Haq Qureshi | Gong Maoxin Zhang Ze                   | 4-6, 7-65, [10-5]                      |                                        |
|        | 2020       | Édition annulée (pandémie de Covid-19)              | Édition annulée (pandémie de Covid-19) | Édition annulée (pandémie de Covid-19) | Édition annulée (pandémie de Covid-19) | Édition annulée (pandémie de Covid-19) | Édition annulée (pandémie de Covid-19) | Édition annulée (pandémie de Covid-19) | Édition annulée (pandémie de Covid-19) |
| (VIII) | 07-06-2021 | Viking Open Nottingham, Nottingham                  | Challenger                             | 132 280 €                              | Gazon (ext.)                           | Matt Reid Ken Skupski                  | Matthew Ebden John-Patrick Smith       | 4-6, 7-5, [10-6]                       |                                        |
| (IX)   | 14-06-2021 | Nottingham Trophy, Nottingham                       | Challenger                             | 132 280 €                              | Gazon (ext.)                           | Marc Polmans Matt Reid                 | Benjamin Bonzi Antoine Hoang           | 6-4, 4-6, [10-8]                       |                                        |
| (X)    | 06-06-2022 | Rothesay Open, Nottingham                           | Challenger                             | 134 920 €                              | Gazon (ext.)                           | Jonny O'Mara Ken Skupski               | Julian Cash Henry Patten               | 3-6, 6-2, [16-14]                      |                                        |
| (XI)   | 12-06-2023 | Rothesay Open, Nottingham                           | Challenger                             | 145 000 €                              | Gazon (ext.)                           | Jacob Fearnley Johannus Monday         | Liam Broady Jonny O'Mara               | 6-3, 66-7, [10-7]                      |                                        |
| (XII)  | 10-06-2024 | Rothesay Open, Nottingham                           | Challenger                             | 148 625 €                              | Gazon (ext.)                           | John Peers Marcus Willis               | Harold Mayot Luke Saville              | 6-1, 61-7, [10-7]                      |                                        |